# Governo Thanou-Christofilou
Il Governo Thanou-Christofilou è stato il governo provvisorio della Grecia insediatosi il 27 agosto 2015, a seguito delle dimissioni del precedente governo e del fallimento nella creazione di un nuovo governo da parte dell'opposizione.

## Contesto
Dopo alcuni dissidi interni alla coalizione Syriza-ANEL riguardo al voto di fiducia sul terzo memorandum d'intesa per gestire la crisi economica, il 20 agosto 2015 il Primo ministro Alexīs Tsipras rassegnò le dimissioni, constatando la necessità di un pieno mandato per gestire la manovra ed invocando quindi elezioni anticipate per il settembre dello stesso anno.
Secondo la Costituzione, il Presidente della Repubblica, prima di convocare le elezioni, ha il dovere di consultare tutti i principali partiti al fine di verificare la possibilità di formare un nuovo governo, ma il 27 agosto il Presidente Prokopīs Paulopoulos informò i leader dei vari partiti che non era stato possibile formare un nuovo governo all'interno del Parlamento esistente, e per questo motivo venne nominata Primo Ministro la magistrata Vasilikī Thanou-Christofilou, alla guida di un governo provvisorio fino alle nuove elezioni, indette il 20 settembre.

## Situazione Parlamentare
| Camera              | Collocazione | Partiti                              | Seggi     |
| ------------------- | ------------ | ------------------------------------ | --------- |
| Parlamento ellenico | Maggioranza  | SYRIZA (149), ND (76), GI (13)       | 238 / 300 |
| Parlamento ellenico | Opposizione  | AD (17), TP (17), KKP (15), MSP (13) | 61 / 300  |

## Composizione
Indipendenti
     Indipendenti (di area Movimento Socialista Panellenico)
     Indipendenti (di area Syriza)
     Nuova Democrazia
| Carica o ministero                            | Titolare | Titolare | Titolare                     | Partito          |
| --------------------------------------------- | -------- | -------- | ---------------------------- | ---------------- |
| Primo ministro                                |          |          | Vasilikī Thanou-Christofilou | Indipendente     |
| Interno e riorganizzazione amministrativa     |          |          | Antonis Manitakis            | Indipendente     |
| Economia, infrastrutture, marina e turismo    |          |          | Nikos Christodoulakis        | Indipendente     |
| Difesa nazionale                              |          |          | Ioannis Giangos              | Indipendente     |
| Cultura, istruzione e affari religiosi        |          |          | Frosso Kiaou                 | Indipendente     |
| Ricostruzione produttiva, ambiente ed energia |          |          | Ioannis Golias               | Indipendente     |
| Giustizia, trasparenza e diritti umani        |          |          | Dimitris Papangelopoulos     | Indipendente     |
| Affari esteri                                 |          |          | Petros Molyviatis            | Nuova Democrazia |
| Finanze                                       |          |          | Giorgos Houliarakis          | Indipendente     |
| Lavoro e solidarietà sociale                  |          |          | Dimitris Moustakas           | Indipendente     |
| Sanità e sicurezza sociale                    |          |          | Athanasios Dimopoulos        | Indipendente     |